# 136472 Makemake
Makemake (simbol: ), službeno poznat pod imenom (136472) Makemake, je patuljasti planet i jedan od najvećih objekata u Kuiperovom pojasu. Makemake ima promjer od 2/3 promjera Plutona, ima jedan satelit S/2015 (136472) 1 i spada među najhladnije objekte u Sunčevom sustavu s prosječnom temperaturom na površini od 30 K (-243°C). Patuljasti planet otkrio je 31. ožujka 2005. godine tim pod vodstvom Michaela Browna. Otkriće Makemakea je obznanjeno 29. srpnja 2005., a u srpnju 2008. proglašen je patuljastim planetom. Makemake je ime dobio po bogu Makemakeu iz Rapanuiške mitologije.

## Fizičke osobine

### Orbita
Makemake se nalazi u eliptičnoj orbiti s afelom od 53,1 AJ i perihelom od 38,5 AJ. Trenutno se nalazi na udaljenosti od 52 AJ (ili 7,8 milijardi km) od Sunca, tj veoma blizu afelu, najudaljenije točke na orbiti od Sunca. Nagib orbite iznosi 29° što znači da Makemake orbitira daleko van ravnine planeta Sunčevog sustava. Jedna revolucija vog patuljastog planeta oko Sunca traje gotovo 310 godina.
Karakteristima svoje putanje Makemake spada u klasične objekte Kuiperovog pojasa, što znači da se nalazi dovoljno daleko od Neptuna da bi ostao u stabilnoj putanji. Perihel takvih objekata je dovoljno daleko od Neptuna kako bi njihove putanje ostale stabilne, imale ekcentricitet manji od 0,2 i nagib putanje približno sličan planetima Sunčeva sustava. Makemake je neobična po svom velikom nagibu putanje i veoma je blizu 11:6 rezonance s Neptunom, što je vjerojatno slučajnost.

### Dimenzije
Makemake je trenutno drugi najveći poznati i najsjajniji objekt Kuiperovog pojasa. Točan oblik patuljastog planeta planeta nije poznat, ali prema podatcima dobivenim od svemirskih teleskopa Spitzer i Herschell pretpostavlja se da je veoma blizu kuglastog oblika. Praćenjem okultacije zvijezde u travnju 2011. došlo se do dimenzija 1502 x 1430 km, sa srednjim promjerom od 1466 km. Dimenzije su poznate s točnošću od otprilike 1,5 %.
Prosječna gustoća Makemakea je oko 1700 kg/m3, što implicira da se patuljasti planet sastoji do mješavine leda i stijena. Zbog svoje relativno velike mase i gustoće, Makemake je u hidrostatskom ekvilibriju i od tud njen gotovo kuglasti oblik.
Površina patuljastog planeta Makamake iznosi oko 7 milijuna km2, ubrzanje sile teže je 0.4m/s2 ili oko 25x slabije od onoga na Zemlji. Brzina oslobađanja je oko 700 m/s (2520 km/h).

### Sastav površine
Prema sadašnjim saznanjima Makemake ima površinu sličnog sastava kao i Pluton. Spektroskopska promatranja ukazala su značajnu prisutnost smrznutog metana (CH4) na površini u granulama veličine najmanje jedan centimetar. Na površini se vjerojatno nalaze i značajane količine etana i tolina koji su nastali fotolizom metana. Vjeruje se da su tolini uzrok izraženoj crvenoj boji Makemakea. Slično crveni površine primjećeno je i na Plutonu. Za razliku od Plutona i Makemakea, Eris ne pokazuje znakove crvenila površine. Značajan je nedostatak smrznutog dušika na površini, koji čine značajan dio "snijega" na površinama Plutona i Tritona. Nedostatak dušika ukazuje na to da je on nekako ispario kroz vrijeme.
Istraživanja infracrvenim teleskopima Spitzer i Herschel otkrila su da površina Makemakea nije homogena. Dok je većina površine pokrivena dušičnim i metanskim ledom s albedom od 78% do 90%, postoje još i crne pjege koje pokrivaju 3 do 7 % površine i imaju albedo od 2 do 12%.

### Atmosfera
Astronomi su očekivali da Makemake ima atmosferu sličnu kao Pluton, samo s nižim površinskim tlakom. Promatranje okultacije zvijezde 23. travnja 2011. ukazalo je da Makemake nema značajnu atmosferu, te da ona ako postoji nema tlak veći od 4 do 12 nanobara.
Prisustvo metana i dušika na površini ukazuje na mogućnost postojanja periodične atmosfere u perihelu, slično kao na Plutonu. U tom slučaju bi dušik bio dominantna komponenta te atmosfere. Postojanje atmosfere objasnilo bi i manjak dušika na površini, jer bi velike količine dušika bile izgubljene zbog djelovanja sunčevog vjetra. Gravitacije Makemakea je preslaba da zadrži spriječi eroziju atmosfere uzrokovanu sunčevim vjetrom.

## Satelit
U travnju 2015. Hubbleov teleskop je otkrio da Makemake ima prirodni satelit. Njegova oznaka jest S/2015 (136472) 1, a nadimak je MK 2. Promjer mjeseca procjenjen je na 130 km, a za razliku od Makemakea, koji ima površinu bijelu kao snijeg, ovaj mjesec ima površinu tamnu poput ugljena. Još nije poznat razlog ovakvog kontrasta.
Moguće je da je ovaj mjesec zapravo zarobljeni objekt iz Kuiperovog pojasa, a mnogi objekti iz Kuiperovog pojasa imaju vrlo sličnu površinu i također je tamna.